# عندما كنا يتامى (رواية)
عندما كنا يتامى (بالإنجليزية: When We Were Orphans) هي رواية للكاتب البريطاني كازوو إيشيغورو الحائز على جائزة نوبل للأدب ، نشرت عام 2000، عن دار نشر فيبر آند فيبر.

## أحداث الرواية
تدور رواية عندما كنا يتامى حول كريستوفر بانكس، محقق إنجليزي بارز نشأ في حي الأجانب بمدينة شنغهاي خلال عشرينيات القرن الماضي، حيث اختفى والداه في طفولته في ظروف غامضة وسط التوترات السياسية. بعد سنوات من النجاح المهني في لندن، يعود إلى شنغهاي خلال فترة الاحتلال الياباني، عازمًا على حل لغز اختفاء عائلته، معتقدًا أن فك هذا اللغز قد يكون له أثر في تغيير مجرى الأحداث العالمية. تدمج الرواية بين عناصر السرد البوليسي والنفسي والتاريخي، مستعرضةً تأملات عميقة حول الهوية، والذكريات، وفقدان البراءة، وتسلط الضوء على هشاشة الإدراك البشري وسط تحولات الواقع والخيال.

## شخصيات الرواية
- كريستوفر بانكس: بطل الرواية وراويها، محقق إنجليزي نشأ في شنغهاي، ثم انتقل إلى لندن بعد اختفاء والديه. يعيش صراعًا داخليًا بين الماضي والواقع، ويقوده هوسه بحل لغز اختفاء والديه إلى رحلة محفوفة بالخيال والارتباك.
- أكيرا: صديق طفولة كريستوفر الياباني، يمثل رابطًا عاطفيًا قويًا بالماضي، ويجسد البراءة والحنين إلى أيام الطفولة في شنغهاي.
- سارة هيمينغز: امرأة إنجليزية طموحة، ترتبط بعلاقة معقدة بكريستوفر، وتظهر لاحقًا في شنغهاي، حيث تقترح عليه الهروب من الواقع، لكنها تبقى ضحية لتردداته.
- السير سيسيل ميدهورست: زوج سارة، دبلوماسي بريطاني، يعكس الجانب السياسي من الرواية، ويجسد خيبة الأمل في النخب الغربية.
- فيليب (العم فيليب): زميل والد كريستوفر، يظهر في طفولته كشخصية غامضة، ويُعتقد أنه لعب دورًا في اختفاء والديه.
- جينيفر: فتاة يتيمة يتبناها كريستوفر لاحقًا، تمثل محاولة لتعويض فقدان الأسرة، لكنها تبقى هامشية في حياته.

## أسلوب الرواية
تتميز رواية عندما كنا يتامى بأسلوب سردي introspective يعتمد على الراوي غير الموثوق، حيث تُروى الأحداث من منظور الشخصية الرئيسية كريستوفر بانكس بصيغة المتكلم، مما يضفي طابعًا ذاتيًا على السرد ويعكس تذبذب الذاكرة وتداخل الواقع بالخيال. يستخدم كازوو إيشيغورو لغة دقيقة ومضبوطة، تتسم بالهدوء والانسيابية، وتُظهر التوتر النفسي الداخلي للشخصيات من خلال التفاصيل اليومية والتأملات الذاتية. كما يوظف تقنيات السرد البوليسي بشكل غير تقليدي، حيث لا يكون الهدف حل اللغز بقدر ما يكون استكشاف الهوية والطفولة والصدمة. ويُعد هذا الأسلوب امتدادًا لنهج إيشيغورو في أعماله الأخرى، حيث يطغى الشك في الإدراك وغياب اليقين على مجريات الأحداث، مما يمنح الرواية طابعًا تأمليًا فلسفيًا يتجاوز الحبكة الظاهرية

## اقتباسات من الرواية
"مصيرنا، نحن أمثالنا، أن نواجه العالم كأيتام، نطارد عبر سنوات طويلة ظلال والدين اختفيا. لا خيار لنا سوى أن نكمل مهمتنا حتى النهاية، بأفضل ما نستطيع، إذ لن يُسمح لنا بالهدوء حتى نفعل."
"كل ما أعرفه أنني أضعت سنوات طويلة أبحث عن شيء، كأنه جائزة لا أحصل عليها إلا إذا استحققتها حقًا. لكنني لم أعد أريده، أريد شيئًا آخر الآن، شيئًا دافئًا، يحضنني، يكون موجودًا دائمًا، مثل سماء الغد."
"عندما تفقد أمك وأباك، لا تعود تهتم كثيرًا بالأشياء، أليس كذلك؟"

"الذكريات، حتى أثمنها، تتلاشى بشكل مفاجئ. لكنني لا أوافق على ذلك. الذكريات التي أعتز بها، لا أراها تتلاشى أبدًا."

## روابط خارجية
- عندما كنا يتامى على موقع الموسوعة البريطانية (الإنجليزية)